# Dąbie (Gołdap)
Dąbie (deutsch Eichenort) ist ein Ort in der polnischen Woiwodschaft Ermland-Masuren, der zur Stadt- und Landgemeinde Gołdap (Goldap) im Kreis Gołdap gehört.

## Geographische Lage
Dąbie liegt im Nordosten der Woiwodschaft Ermland-Masuren, 15 Kilometer südwestlich der Kreisstadt Gołdap (Goldap). Die südliche Ortsgrenze bildet zugleich die Grenze zum Borkener Forst (auch Borker Heide, polnisch Puszcza Borecka), einem der großen Waldgebiete in Südostpreußen, das von touristischer Bedeutung ist.

## Geschichte
Das im Jahr 1910 lediglich 40 Einwohner zählende, Eichenort genannte Gutsdorf wurde bereits vor 1607 gegründet. Im Jahr 1874 wurde der Gutsbezirk Eichenort in den neu errichteten Amtsbezirk Bodschwingken (polnisch Boćwinka) eingegliedert, der zum Kreis Goldap im Regierungsbezirk Gumbinnen der preußischen Provinz Ostpreußen gehörte.
Am 30. September 1928 gab Eichenort seine Eigenständigkeit auf und wurde in die Landgemeinde Bodschwingken (1938–1945 Herandstal, polnisch Boćwinka) eingemeindet.
In Kriegsfolge kam Eichenort 1945 mit dem gesamten südlichen Ostpreußen zu Polen und erhielt die polnische Ortsbezeichnung Dąbie. Heute ist der Ort eine kleine Ortschaft im Verbund der Stadt- und Landgemeinde Gołdap im Powiat Gołdapski, bis 1998 der Woiwodschaft Suwałki, seitdem der Woiwodschaft Ermland-Masuren zugehörig.

## Religionen
Der evangelische Bevölkerungsanteil Eichenorts war bis 1945 in das Kirchspiel der Kirche in Grabowen eingepfarrt, die zum Kirchenkreis Goldap in der Kirchenprovinz Ostpreußen der Evangelischen Kirche der Altpreußischen Union gehörte. Seit 1945 gehören die in Dąbie lebenden evangelischen Kirchenglieder zur Kirchengemeinde in Gołdap, eine Filialgemeinde der Pfarrei in Suwałki in der Diözese Masuren der Evangelisch-Augsburgischen Kirche in Polen.
Bis 1945 gehörten die katholischen Einwohner Eichenorts zur Pfarrkirche in Goldap innerhalb des Bistums Ermland. Seit 1945 ist das bisher evangelische Gotteshaus in Grabowo katholische Pfarrkirche, die Teil des Dekanats Gołdap im Bistum Ełk der Katholischen Kirche in Polen ist.

## Verkehr
Dąbie liegt an einer Nebenstraße, die bei Boćwinka von der Woiwodschaftsstraße 650 (einstige deutsche Reichsstraße 136) abzweigt und in den Borkener Forst (Borker Heide - Puszcza Borecka) nach Leśny Zakątek (Waldkater) und weiter bis nach Borki (Borken) am Jezioro Łaźno (Haschner See) führt.
Eine Bahnanbindung besteht seit 1945 nicht mehr, seit die Bahnstrecke Angerburg–Goldap mit der Bahnstation in Bodschwingken (1938–1945 Herandstal) auf Grund kriegsbedingter Zerstörungen nicht mehr in Betrieb gesetzt wurde.